# IC 1759
IC 1759 је спирална галаксија у сазвјежђу Пећ која се налази на листи објеката дубоког неба у Индекс каталогу.
Деклинација објекта је - 32° 59' 14" а ректасцензија 1h 57m 55,5s. Привидна величина (магнитуда) објекта IC 1759 износи 13,0 а фотографска магнитуда 13,8. IC 1759 је још познат и под ознакама IC 1760, ESO 354-18, MCG -6-5-16, PGC 7400.